# Говорещият Том и приятели (медиен франчайз)
Говорещият Том и приятели (на английски: Talking Tom and Friends) е медиен франчайз, собственост на „Outfit7 Limited“. Целта на този франчайз е да се създават мобилни видеоигри с различни антропоморфни животни, които чрез помощта на микрофон, повтарят всяка една дума от потребителя. През юли 2010 г. стартира първата такава видеоигра Говорещият Том (Talking Tom). Към март 2020 г. игрите са достигнали повече от 12 милиарда изтегляния.

## Видеоигри

### Говорещият Том
„Говорещият Том“ (Talking Tom) е видеоигра, издадена през 2010 г. от Outfit7, в която едноименният главен герой повтаря всяка дума от потребителя.

### Говорещият Бен
„Говорещият Бен“ (Talking Ben) е видеоигра, подобна на „Говорещият Том“, в която героят повтаря думите от потребителя. Издадена е през 2011 г. Самият герой е представен в много видеоигри и във всеки анимационен сериал, с изключение на „Talking Tom Shorts“.

### Говорещият Том 2
„Говорещият Том 2“ (Talking Tom 2) е видеоигра, която е продължение на „Говорещият Том“. Издадена е през 2011 г. Запазват се повечето функции на предшественика си, но има по-добра графика.

### Говорещият Джинджър
„Говорещият Джинджър“ (Talking Ginger) е видеоигра, издадена през 2012 г. Както при Бен, Джинджър участва в много видеоигри и анимационни сериали, с изключение на „Talking Tom Shorts“.

### Говорещата Анджела
„Говорещата Анджела“ (Talking Angela) е видеоигра, издадена през 2012 г. Освен че героинята повтаря думите на потребителя, тя общува с него чрез чат.

### Говорещият Джинджър 2
„Говорещият Джинджър 2“ (Talking Ginger 2) е видеоигра, издадена през 2013 г.

### Моят говорещ Том
„Моят говорещ Том“ (My Talking Tom) е видеоигра, тип „тамагочи“. Издадена е през 2013 г. В нея потребителят може да полага грижи за своя виртуален домашен любимец, докато расте.

### Моята говореща Анджела
„Моята говореща Анджела“ (My Talking Angela) е видеоигра, тип „тамагочи“. Издадена е през 2014 г. В нея потребителят, както при „Моят говорещ Том“, може да се грижи за любимеца си, докато расте.

### Моят говорещ Ханк
„Моят говорещ Ханк“ (My Talking Hank) е видеоигра, тип „тамагочи“. Издадена е през 2017 г. В нея потребителят, както при „Моят говорещ Том“ и „Моята говореща Анджела“, може да се грижи за своя любимец, докато расте.

### Моят говорещ Том 2
„Моят говорещ Том 2“ (My Talking Tom 2) е видеоигра, тип „тамагочи“. Издадена е през 2018 г. Тя е продължение на „Моят говорещ Том“.

## Награди и номинации
„Моят говорещ Том“ печели награда за „Най-добра видеоигра на iPad: детска, образователна и семейна“ на Tabby Awards 2014 – международен конкурс за най-добро мобилно приложение за таблети.